# Coleção indígena do Museu Nacional
A Coleção indígena do Museu Nacional era uma das coleções em exposição no Museu Nacional, situado na cidade do Rio de Janeiro (Brasil). Era formada por mais de 30 mil peças, que revelavam os hábitos de diversas etnias e povos tradicionais e composta por objetos como: enfeites corporais, cerâmica, cestaria, instrumentos musicais e militares, objetos da história da ocupação do interior do país, em grande parte da ocupação amazônica e do Brasil Central.

## Destaques
Na coleção, destacavam-se espécimes de aracnídeos originais de Rondônia; peças da cultura pré-colombiana e peruana; peças Marajoaras recolhidas por Ferreira Pena; e de arqueologia amazonense como as peças do povo Tikuna, do Alto Solimões (do chamado ritual da moça nova, que celebra a iniciação das jovens indígenas); armas fabricadas com adornos baseados em conhecimentos e tecnologias complexas; arte plumária Rikbakta, com uma variedade de cores em uma combinação requintada de penas longas e curtas, que demonstravam a riqueza do patrimônio cultural e artístico indígena.

## Galeria

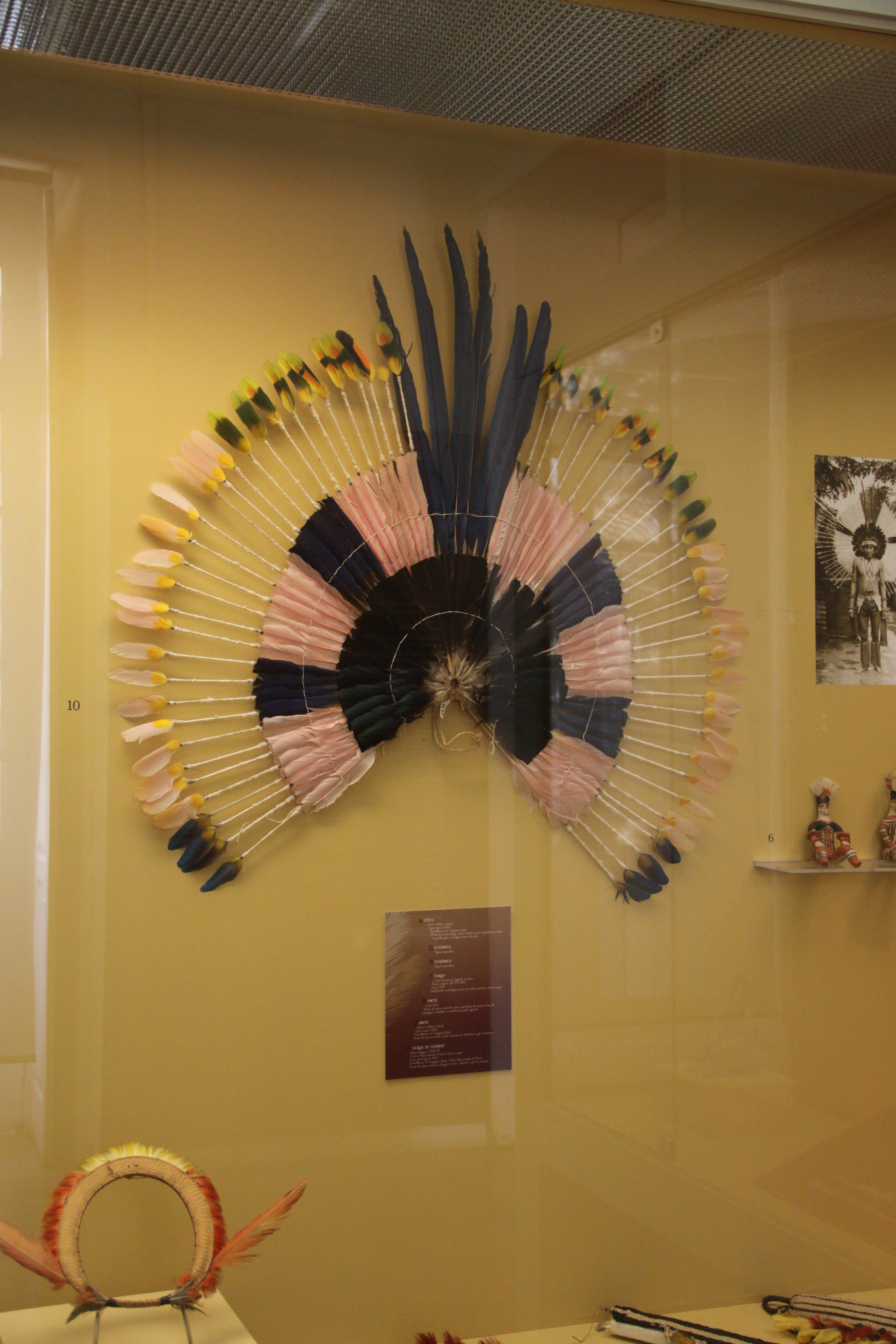
Exemplo de cocá, registrado em agosto de 2013.
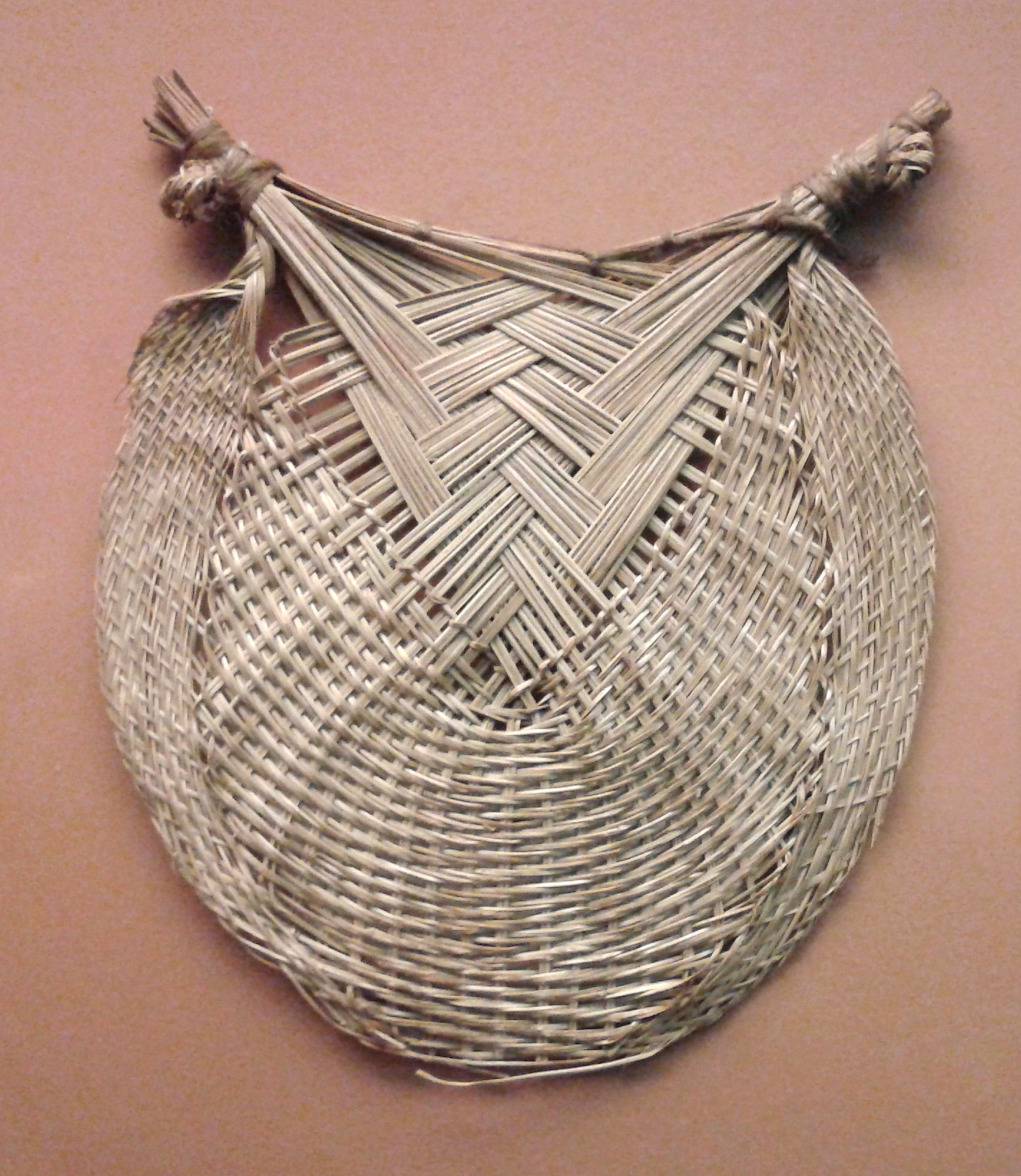
Abano de 1929 na aldeia do Rio Uaupés (Amazonas), registrada em janeiro de 2015.
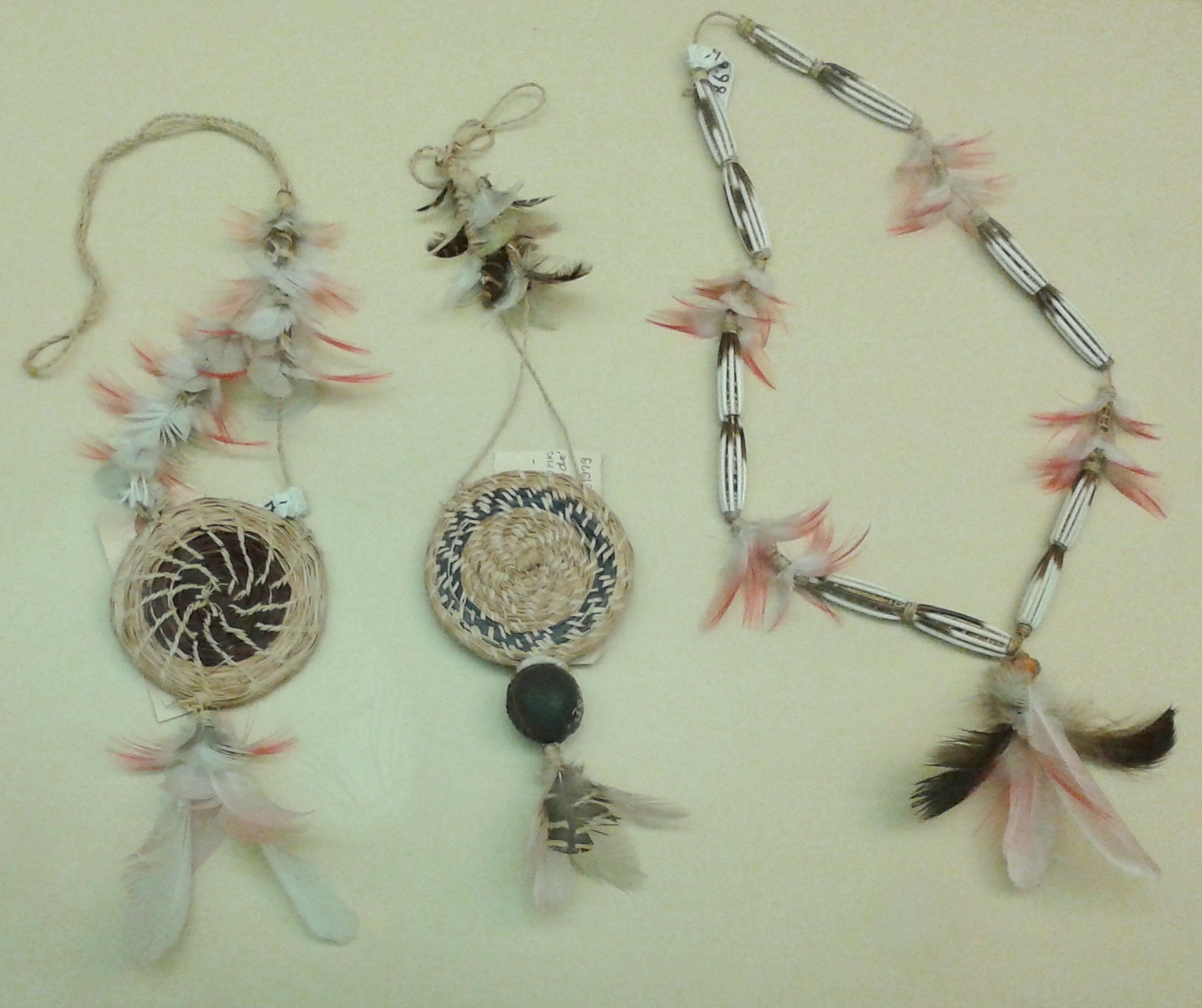
Colares dos Karajás, registrado em janeiro de 2015.
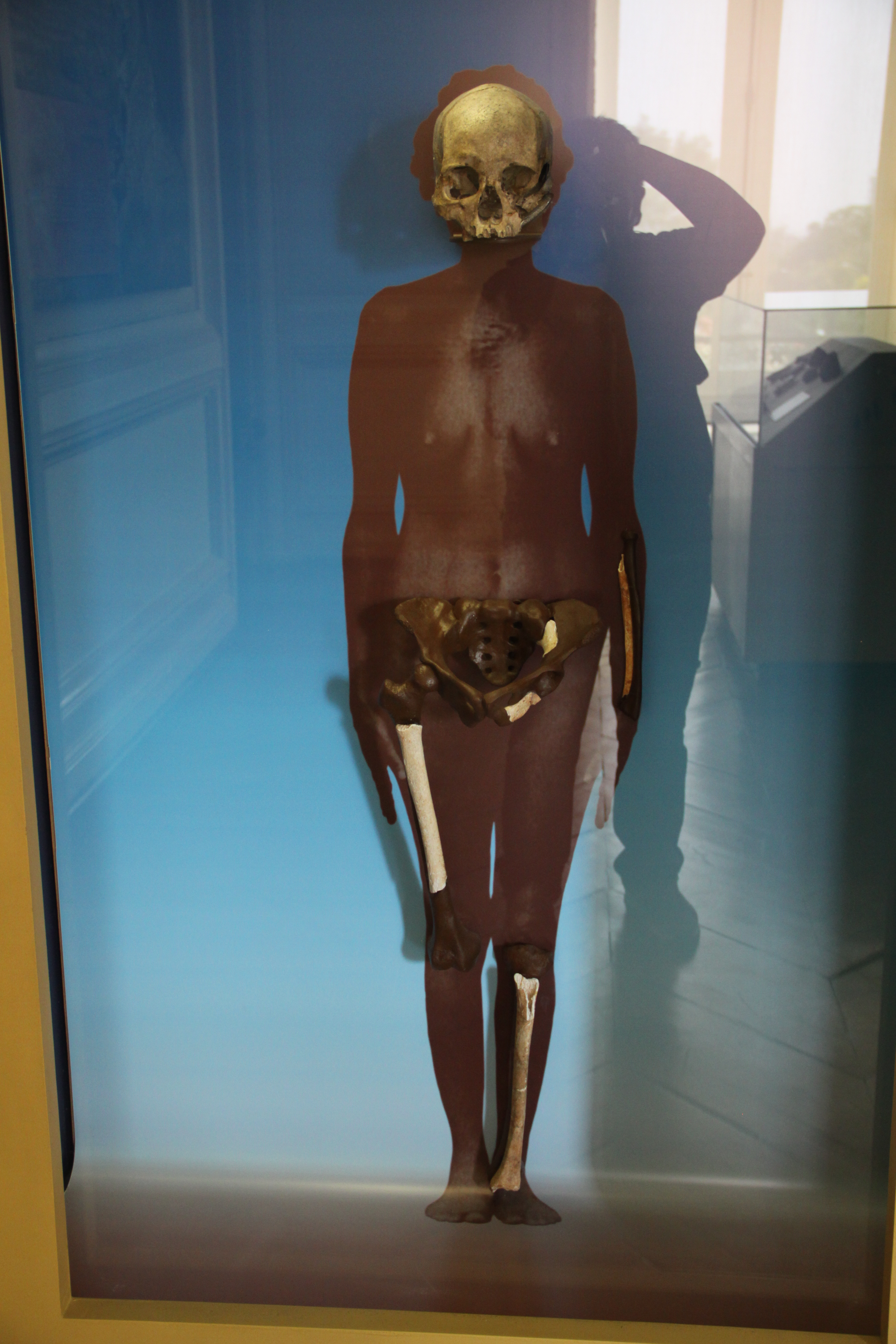
Esqueleto de Luzia, registrada em agosto de 2013.
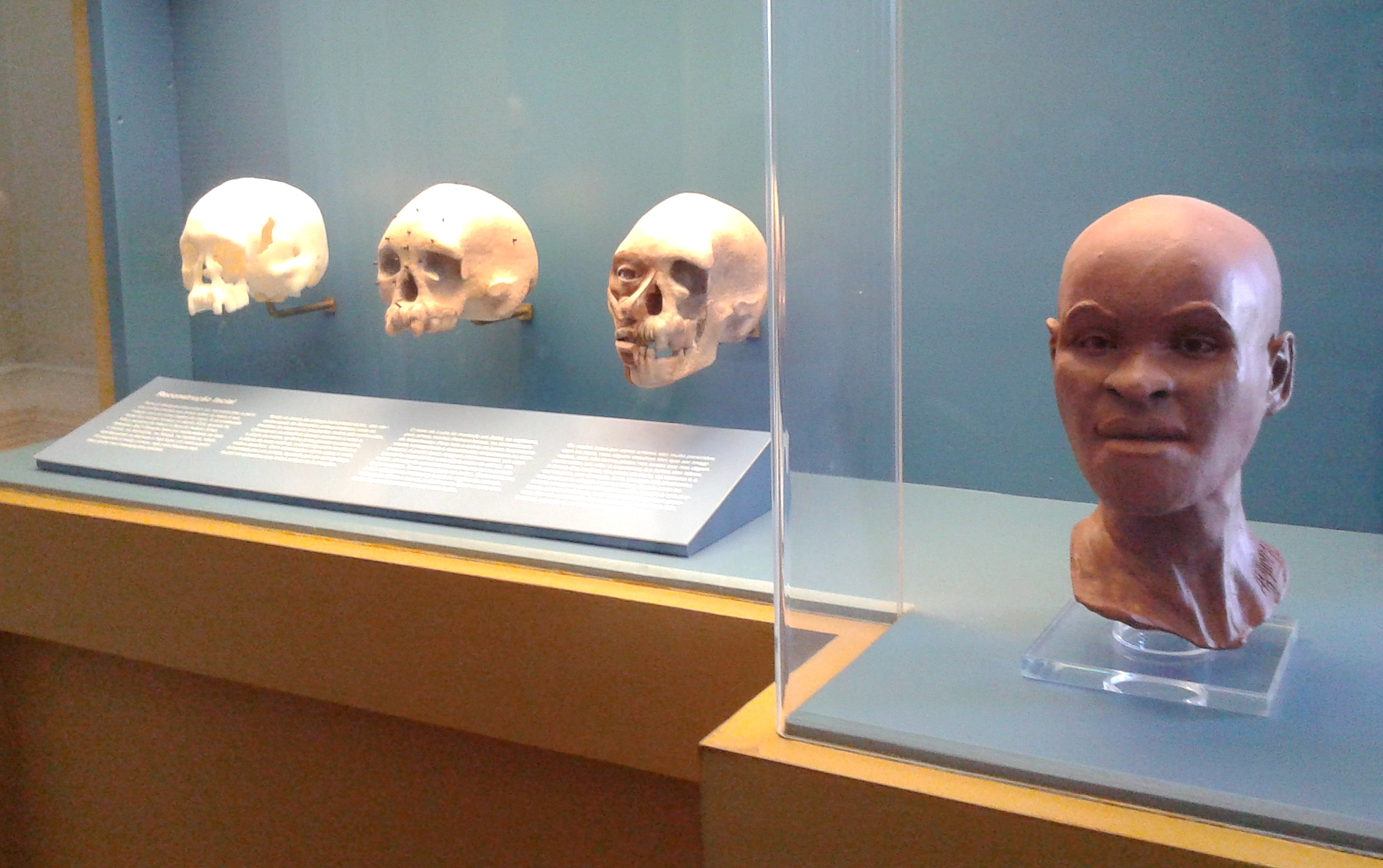
Reconstituição de Luzia, registrada em janeiro de 2015.
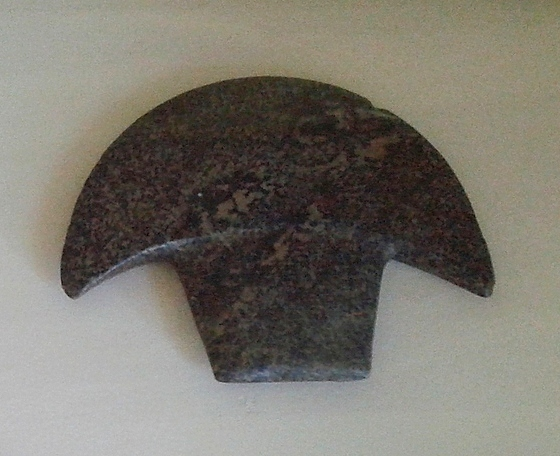
Lâmina de machado, registrado em janeiro de 2015.
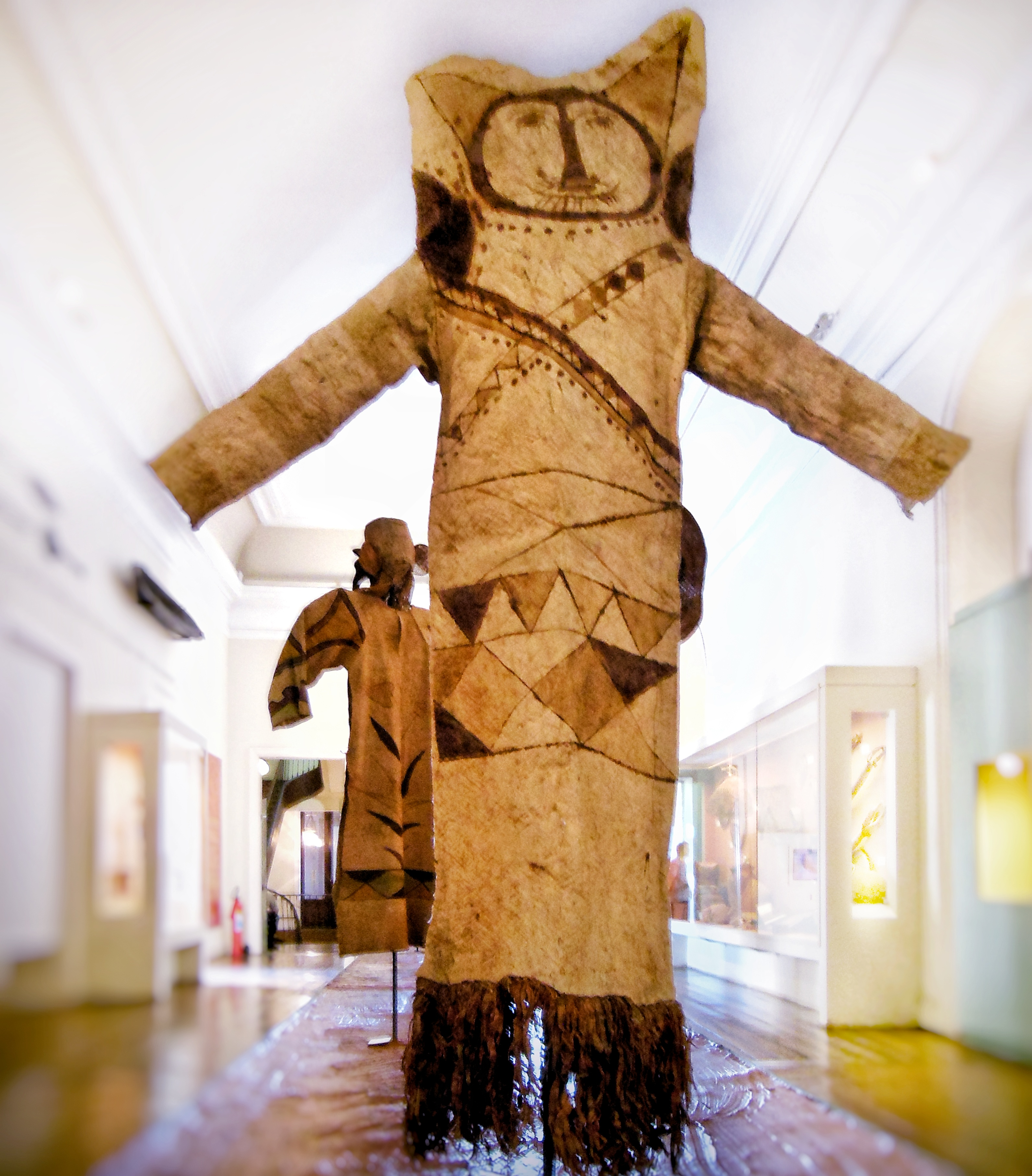
Arcevo perdido no incêndio, registrado em janeiro de 2014.
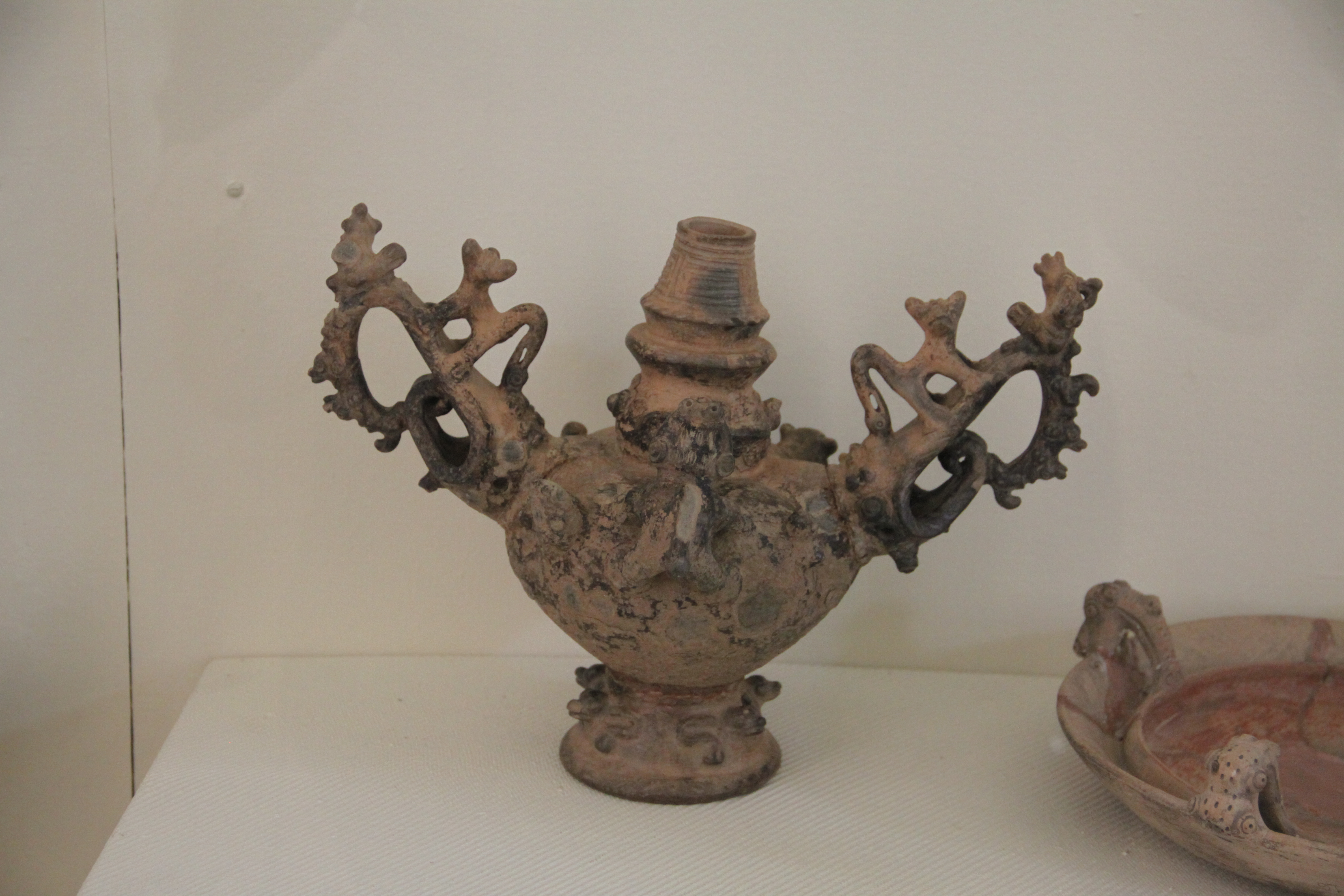
Objeto em cerâmica, registrado em agosto de 2013.